# 2008年夏季奥运会男子足球比赛外围赛
2008年夏季奧林匹克運動會足球比賽項目預賽由2006年至2008年間進行，所有男子球員必須要在1985年1月1日時或之后出生，否則不能取得參賽資格。
當中歐洲區與南美洲區的賽事均用採用正式的錦標賽來篩選球隊參加奧運，分別是歐洲區的2007年歐洲U-21足球錦標賽和南美洲區的2007年南美青年足球錦標賽。而另外的中北美洲及加勒比海區、非洲區、亞洲區及大洋洲區皆會舉行外圍賽賽事來選出參賽球隊。

## 獲資格球隊
2008年夏季奧運會男子足球比賽決賽周會有一共16隊角逐。以下是入圍的隊伍：
- 主辦國
  -  中國（直接晉級）
- 歐洲：4隊
  -  荷蘭（2007年歐洲U-21足球錦標賽冠軍）
  -  塞爾維亞（2007年歐洲U-21足球錦標賽亞軍）
  -  比利时（2007年歐洲U-21足球錦標賽四強球隊）
  -  義大利（2007年歐洲U-21足球錦標賽附加賽勝方）
- 南美洲：2隊
  -  巴西（2007年南美青年足球錦標賽冠軍）
  -  阿根廷（2007年南美青年足球錦標賽亞軍）
- 中北美洲及加勒比海：2隊
  -  （中北美洲及加勒比海區外圍賽冠軍）
  -  美国（中北美洲及加勒比海區外圍賽亞軍）
- 非洲：3隊
  -  奈及利亞（非洲區外圍賽決賽圈A組冠軍）
  -  （非洲區外圍賽決賽圈B組冠軍）
  -  喀麦隆（非洲區外圍賽決賽圈C組冠軍）
- 亞洲：3隊
  -  （亞洲區外圍賽決賽圈A組冠軍）
  -  （亞洲區外圍賽決賽圈B組冠軍）
  -  日本（亞洲區外圍賽決賽圈C組冠軍）
- 大洋洲：1隊
  -  新西兰（大洋洲區外圍賽冠軍）

## 歐洲
歐洲區一共有4個出線名額，是會取決於2007年6月在荷蘭舉行的2007年歐洲21歲以下足球錦標賽，凡晉身賽事四強的四支隊伍會均可取得參賽奧運的資格。
 荷蘭是歐洲區中最先獲得奧運男子足球賽決賽周資格，他們以小組冠軍進入了錦標賽的四強，是他們自1952年後首次入圍。而 塞爾維亞於錦標賽另一小組中獲得首名，同樣晉身四強，是此區第二隊確保了奧運的入場券的球隊。而另外2隊的四強球隊分別是 比利时及 英格兰，然而由於 英格兰是英國的一部分，因此他們未能以英格蘭身份出席奧運。這導致於錦標賽2個小組中的第3名球隊 葡萄牙（A組）及 義大利（B組）需要以一場過的附加賽，來爭取歐洲區最後一個席位，最終 義大利勝出了，成功入圍。

## 南美洲
南美洲區設有2個名額，是會取決於2007年1月在秘魯舉行的2007年南美青年足球錦標賽中決定。最終，賽事中的冠軍 巴西與亞軍的 阿根廷分別奪得該2個名額。

## 中北美洲及加勒比海
中北美洲及加勒比海這區共有2個出線名額，需要透過外圍賽來競逐參加奧運資格。最後2支分別進入了外圍賽決賽的球隊： 及 美国均取得了奧運入場券。

## 非洲
非洲區設有3個出線名額，要透過外圍賽來競逐參加奧運資格。3支隊伍於外圍賽決賽圈3個小組中獲得首名的，均可表代非洲區參賽奧運。而3個小組冠軍分別是： 奈及利亞（A組）、 （B組）及 喀麦隆（C組）

## 亞洲
亞洲區設有3個出線名額（未包括以主辦國身份出戰的 中國），也需透過外圍賽來爭取參加奧運。出線形式與非洲區大同小異。3個小組冠軍分別是： （A組）、 （B組）及 日本（C組）

## 大洋洲
大洋洲區只有1個出線名額，此區是需透過外圍賽來爭取參加奧運。最後此區外圍賽的冠軍 新西兰成功爭取到一張奧運的入場券。

## 外部連結
- 京奧官網-足球（简体中文）
- 北京奧運官方網頁（页面存档备份，存于） （简体中文）
- 國際足協官網 - Olympic Football Tournaments Beijing 2008（页面存档备份，存于） （英文）

## 資料來源
1. 1 2  歐洲足協官網 - UEFA21歲以下冠軍盃[永久] （简体中文）
2. 1 2  南美足協官網 - South American Under-20 （页面存档备份，存于） （英文）
3. ↑  國際足協官網 （页面存档备份，存于） （英文）
4. ↑  中北美洲及加勒比海足協官網 - 2008 CONCACAF Men's Olympic Qualification （页面存档备份，存于） （英文）
5. ↑  亞洲足協官網 - 2008奧運亞洲區決賽階段[] （简体中文）
6. ↑  大洋洲足協官網 - OFC Men's Olympic Qualifying （页面存档备份，存于） （英文）

|-
!
|-
|
| 非洲 \| 亞洲 \| 歐洲 \| 中北美洲及加勒比海區 \| 大洋洲 \| 南美洲 |